# 폴리아이소프렌

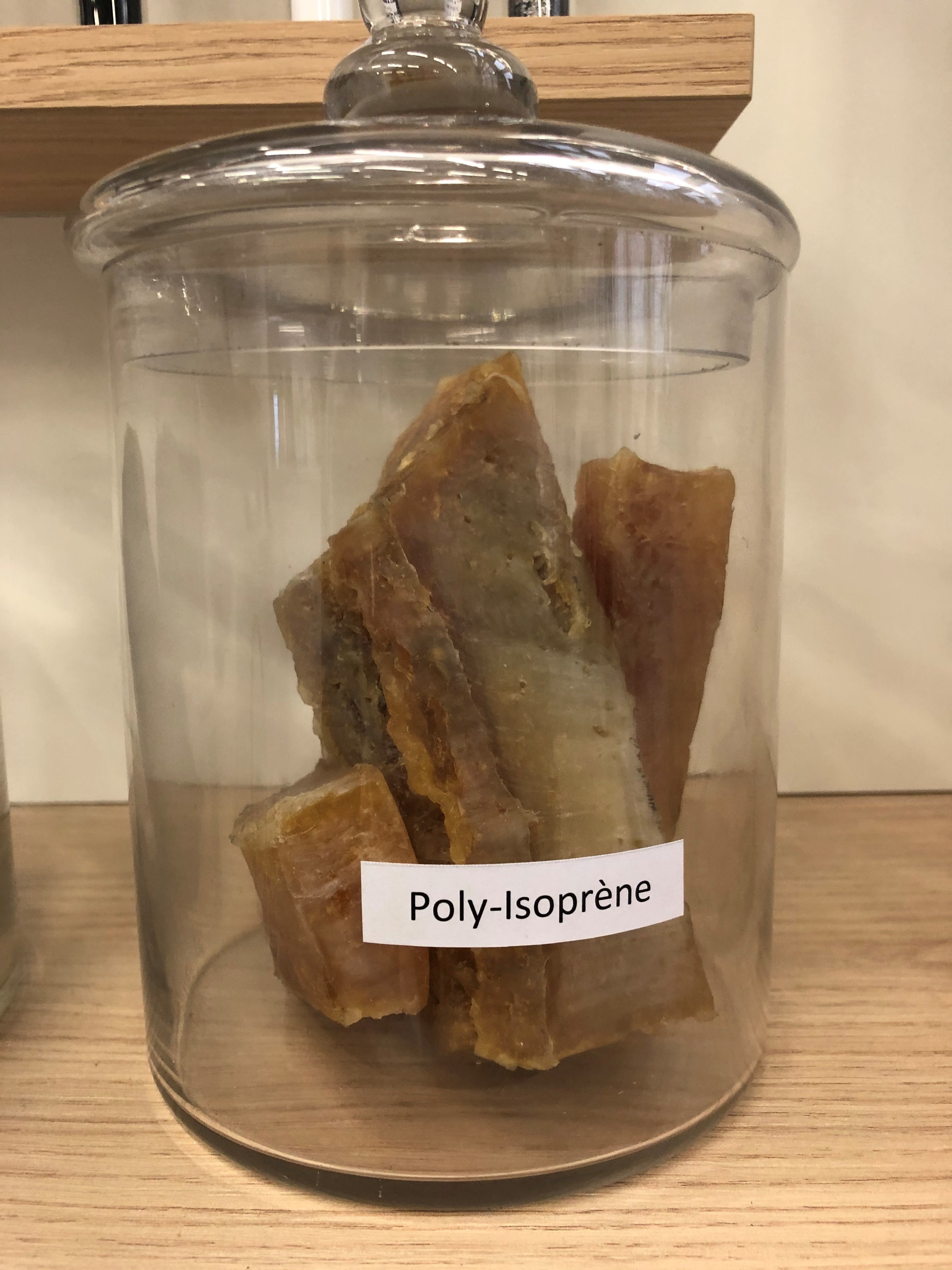

폴리아이소프렌(Polyisoprene)은 아이소프렌의 중합체이다. 시스형은 자연계에서 고무나무 수액에서 나오는 라텍스, 트랜스형은 구타페르카에서 나온다. 오늘날에는 시스형과 트랜스형 모두 합성고무로 합성하여 쓰기도 한다.